# Anatis mali
Anatis mali — вид божьих коровок из подсемейства Coccinellinae.

## Внешний вид и строение
Жук с овальным, округлым, выпуклым телом длиной от 7,3 до 10 мм и шириной от 5,5 до 7,6 мм. Переднеспинка беловатая или желтоватая с черными отметинами. Фоновый окрас надкрылий может варьировать от жёлтого до коричневато-красного, на нём есть чёрные пятна с белой или жёлтой каймой. Боковые края надкрылий слегка приплюснуты и не имеют углового изгиба. Передняя часть груди сильно выпуклая посередине. Ноги средней и задней пар имеют на голенях по две шпоры. Когти на ногах имеют крупные зубцы у основания.

## Экология и распространение
Эти насекомые обитают в лесах и лесных массивах. Живут преимущественно в кронах деревьев, где охотятся на тлю.
Неарктический вид, распространен от южной Аляски, Юкона и Британской Колумбии через Альберту, Саскачеван, Монтану, Вайоминг, Северную Дакоту, Южную Дакоту, Небраску, Манитобу, Онтарио, Миннесоту, Айову, Мичиган, Висконсин, Миссури, Иллинойс, Индиану, Кентукки, север Теннесси, Квебек, Нью-Брансуик, Новая Шотландия, Мэн, Вермонт, Нью-Гемпшир, Массачусетс, Нью-Йорк, Род-Айленд, Коннектикут, Пенсильвания, Нью-Джерси, Делавэр, Мэриленд в Западную Вирджинию и Вирджинию.

## Иллюстрации

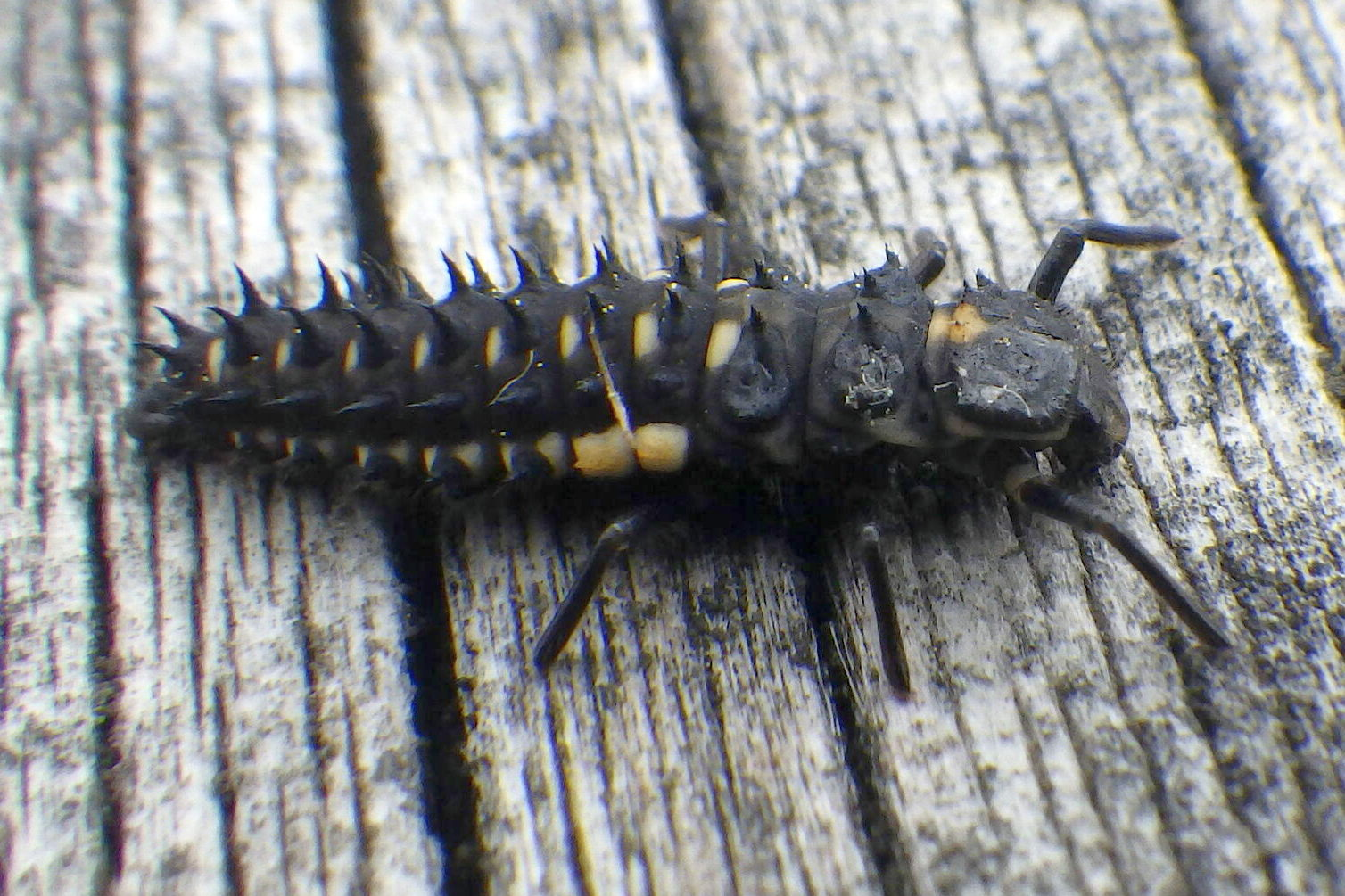
Личинка
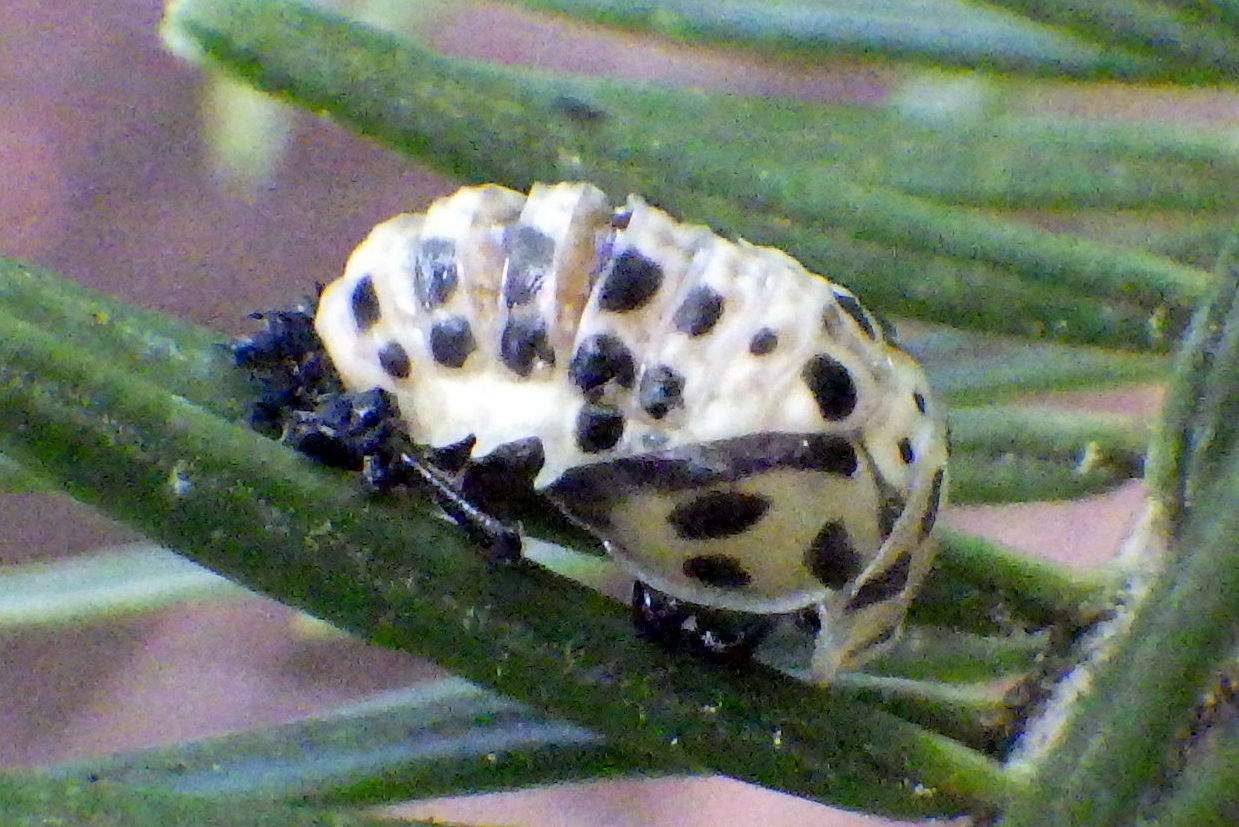
Куколка